# 다카라즈카 가극단 89기생
다카라즈카 가극단 89기생은 2001년에 다카라즈카 음악학교에 입학, 2003년, 다카라즈카 가극단에 입단. 츠키구미 『꽃의 다카라즈카 풍토기 -봄의 춤-』으로 초무대를 밟은 49명을 말한다.

## 개요
2001년 음악학교 수험자 수 973명, 합격자 50명, 경쟁률 19.5:1이었다.
초무대생 로켓댄스의 안무는 쇼 스미레가 담당하였다.
2010년 10월, 각 조의 89기 남역 스타 중에서 발탁된 5명（노조미 후토, 아스미 리오, 렌죠 마코토, 미야 루리카, 나기나 루미）가 스킨케어 브랜드인 POND'S의 광고 캠페인 캐릭터를 맡아, POND'S제공의 미니 방송인 『On/Off의 비밀』에도 출연하였다.
| 신인공연        | 바우홀          | 동상공연      | 하카타좌        | 대극장          | 에트와르      |
| --------------- | --------------- | ------------- | --------------- | --------------- | ------------- |
| 아스미 리오     | 아스미 리오     | 아스미 리오   | 하자쿠라 시즈쿠 | 아스미 리오     | 노조미 후토   |
| 미야 루리카     | 미야 루리카     | 미야 루리카   |                 | 나나미 히로키   | 나기나 루우미 |
| 노조미 후토     | 노조미 후토     | 노조미 후토   |                 | 나기나 루우미   | 아마미야 나오 |
| 렌죠 마코토     | 나나미 히로키   | 나기나 루우미 |                 | 하자쿠라 시즈쿠 | 시라하나 레미 |
| 나나미 히로키   | 나기나 루우미   | 오오츠키 사유 |                 |                 | 준야 치토세   |
| 나기나 루우미   | 미오노 세이라   | 유메사키 네네 |                 |                 |               |
| 하자쿠라 시즈쿠 | 하자쿠라 시즈쿠 | 시라하나 레미 |                 |                 |               |
| 오오츠키 사유   | 오오츠키 사유   | 준야 치토세   |                 |                 |               |
| 유메사키 네네   | 유메사키 네네   |               |                 |                 |               |
| 시라하나 레미   | 시라하나 레미   |               |                 |                 |               |
| 아이하나 치사키 | 준야 치토세     |               |                 |                 |               |

## 주요 학생

### OG
- 아스미 리오：전 하나구미 톱스타
- 노조미 후토：전 유키구미 톱스타
- 유메사키 네네：전 호시구미 톱여역
- 미야 루리카 : 전 츠키구미 니반테
- 렌죠 마코토：전 유키구미 남역
- 나나미 히로키：전 호시구미 남역
- 하자쿠라 시즈쿠：전 츠키구미 여역
- 오오츠키 사유：전 유키구미 여역
- 시라하나 레미：전 호시구미 여역
- 아이하나 치사키：전 소라구미 여역
- 이치죠 아즈사 : 전 호시구미 남역

### 현역
- 나기나 루우미：전과 남역 스타

## 일람
| 예명            | 생일      | 출신지                      | 출신 학교                               | 신장 (cm) | 예명의 유래                                        | 애칭                   | 역할 | 퇴단년도 | 비고                                            |
| --------------- | --------- | --------------------------- | --------------------------------------- | --------- | -------------------------------------------------- | ---------------------- | ---- | -------- | ----------------------------------------------- |
| 凪七瑠海        | 11월 11일 | 도쿄도 세타가야구           | 덴엔쵸후후타바고교                      | 170       | 진순신이 명명                                      | 카챠, 에리카, 나기     | 남역 |          | 아빠 성악가 코우 준지 사촌 요우 아키라 (67)     |
| 나기나 루우미   | 11월 11일 | 도쿄도 세타가야구           | 덴엔쵸후후타바고교                      | 170       | 진순신이 명명                                      | 카챠, 에리카, 나기     | 남역 |          | 아빠 성악가 코우 준지 사촌 요우 아키라 (67)     |
| 望海風斗        | 10월 19일 | 카나가와현 요코하마시       | 호세이대학여자고교                      | 169       |                                                    | 다이몽, 후토           | 남역 | 2021년   |                                                 |
| 노조미 후토     | 10월 19일 | 카나가와현 요코하마시       | 호세이대학여자고교                      | 169       |                                                    | 다이몽, 후토           | 남역 | 2021년   |                                                 |
| 成花まりん      | 7월 16일  | 카나가와현 가마쿠라시       | 키타가마쿠라죠시가쿠엔중학              | 159       |                                                    | 냐루                   | 여역 | 2007년   |                                                 |
| 나루카 마린     | 7월 16일  | 카나가와현 가마쿠라시       | 키타가마쿠라죠시가쿠엔중학              | 159       |                                                    | 냐루                   | 여역 | 2007년   |                                                 |
| 美弥るりか      | 9월 12일  | 이바라키현 코가시           | 사쿠라가오카여자고교                    | 168       |                                                    | 루리카                 | 남역 | 2019년   |                                                 |
| 미야 루리카     | 9월 12일  | 이바라키현 코가시           | 사쿠라가오카여자고교                    | 168       |                                                    | 루리카                 | 남역 | 2019년   |                                                 |
| 純矢ちとせ      | 7월 22일  | 도쿄도 미나토구             | 토요에이와죠가쿠인 고등부               | 167       |                                                    | 세ー코                 | 남역 | 2019년   | 후에 여역 전환 일본무용ㆍ니시카와코이세이       |
| 준야 치토세     | 7월 22일  | 도쿄도 미나토구             | 토요에이와죠가쿠인 고등부               | 167       |                                                    | 세ー코                 | 남역 | 2019년   | 후에 여역 전환 일본무용ㆍ니시카와코이세이       |
| 碧海りま        | 2월 14일  | 오사카부 토요나카시         | 부립토요나카중고교                      | 167       |                                                    | 키무치, 키무키무, 리마 | 남역 | 2012년   |                                                 |
| 아오미 리마     | 2월 14일  | 오사카부 토요나카시         | 부립토요나카중고교                      | 167       |                                                    | 키무치, 키무키무, 리마 | 남역 | 2012년   |                                                 |
| 舞姫あゆみ      | 5월 10일  | 히로시마현 하츠카이시       | 산요여자고교                            | 163       |                                                    | 쿠랏치                 | 여역 | 2010년   |                                                 |
| 마이키 아유미   | 5월 10일  | 히로시마현 하츠카이시       | 산요여자고교                            | 163       |                                                    | 쿠랏치                 | 여역 | 2010년   |                                                 |
| 明日海りお      | 6월 26일  | 시즈오카현 시즈오카시       | 시즈오카후타바중학                      | 169       |                                                    | 사유퐁, 리오, 미리오   | 남역 | 2019년   |                                                 |
| 아스미 리오     | 6월 26일  | 시즈오카현 시즈오카시       | 시즈오카후타바중학                      | 169       |                                                    | 사유퐁, 리오, 미리오   | 남역 | 2019년   |                                                 |
| 愛輝ゆま        | 7월 7일   | 히로시마현 후쿠야마시       | 후쿠야마 아카츠키노호시여자고교         | 172       |                                                    | 유마, 고마짱           | 남역 | 2009년   |                                                 |
| 아이키 유마     | 7월 7일   | 히로시마현 후쿠야마시       | 후쿠야마 아카츠키노호시여자고교         | 172       |                                                    | 유마, 고마짱           | 남역 | 2009년   |                                                 |
| 壱城あずさ      | 10월 12일 | 효고현 고베시               | 무코가와여자대학부속고교                | 169       |                                                    | 시ー랑                 | 남역 | 2017년   |                                                 |
| 이치죠 아즈사   | 10월 12일 | 효고현 고베시               | 무코가와여자대학부속고교                | 169       |                                                    | 시ー랑                 | 남역 | 2017년   |                                                 |
| 花咲りりか      | 12월 26일 | 오사카부 사카이시           | 풀가쿠인고교                            | 162       |                                                    | 카즈, 타케랏쵸         | 여역 | 2006년   |                                                 |
| 하나사키 리리카 | 12월 26일 | 오사카부 사카이시           | 풀가쿠인고교                            | 162       |                                                    | 카즈, 타케랏쵸         | 여역 | 2006년   |                                                 |
| 暁郷            | 4월 29일  | 홋카이도 삿포로시           | 호쿠세이가쿠엔여자중학                  | 176       |                                                    | Go, 앗카               | 남역 | 2008년   |                                                 |
| 아카츠키 고우   | 4월 29일  | 홋카이도 삿포로시           | 호쿠세이가쿠엔여자중학                  | 176       |                                                    | Go, 앗카               | 남역 | 2008년   |                                                 |
| 華月由舞        | 7월 25일  | 도쿄도 세타가야구           | 토우호우여자고교                        | 161       |                                                    | 에이코, 유마           | 여역 | 2011년   |                                                 |
| 하나즈키 유마   | 7월 25일  | 도쿄도 세타가야구           | 토우호우여자고교                        | 161       |                                                    | 에이코, 유마           | 여역 | 2011년   |                                                 |
| 夢咲ねね        | 7월 4일   | 도쿄도 분쿄구               | 토야마제1고교                           | 164       |                                                    | 네네, 냐냐             | 여역 | 2015년   | 동생 마나카 아유 (91)                           |
| 유메사키 네네   | 7월 4일   | 도쿄도 분쿄구               | 토야마제1고교                           | 164       |                                                    | 네네, 냐냐             | 여역 | 2015년   | 동생 마나카 아유 (91)                           |
| 澪乃せいら      | 5월 13일  | 도쿄도 하치오우지시         | 시립우치고시중학                        | 163       |                                                    | 스ー                   | 여역 | 2006년   |                                                 |
| 미오노 세이라   | 5월 13일  | 도쿄도 하치오우지시         | 시립우치고시중학                        | 163       |                                                    | 스ー                   | 여역 | 2006년   |                                                 |
| 香翔なおと      | 8월 30일  | 도쿄도 미나토구             | 카와무라가쿠엔고교                      | 169       |                                                    | 카나칭                 | 남역 | 2009년   |                                                 |
| 카쇼 나오토     | 8월 30일  | 도쿄도 미나토구             | 카와무라가쿠엔고교                      | 169       |                                                    | 카나칭                 | 남역 | 2009년   |                                                 |
| 沙月愛奈        | 9월 28일  | 카나가와현 사가미하라시     | 코마자와가쿠엔여자고교                  | 160       |                                                    | 아윳치, 아유나         | 여역 | 2021년   |                                                 |
| 사츠키 아이나   | 9월 28일  | 카나가와현 사가미하라시     | 코마자와가쿠엔여자고교                  | 160       |                                                    | 아윳치, 아유나         | 여역 | 2021년   |                                                 |
| 妃宮さくら      | 7월 22일  | 후쿠오카현 오오노죠시       | 현립치쿠시오카고교                      | 159       |                                                    | 타마미, 사쿠라         | 여역 | 2011년   |                                                 |
| 히미야 사쿠라   | 7월 22일  | 후쿠오카현 오오노죠시       | 현립치쿠시오카고교                      | 159       |                                                    | 타마미, 사쿠라         | 여역 | 2011년   |                                                 |
| 流輝一斗        | 11월 19일 | 카나가와현 치가사키시       | 치가사키시립 마츠나미중학               | 175       |                                                    | 마구로, 마구, 마구탄   | 남역 | 2008년   |                                                 |
| 류우키 카즈토   | 11월 19일 | 카나가와현 치가사키시       | 치가사키시립 마츠나미중학               | 175       |                                                    | 마구로, 마구, 마구탄   | 남역 | 2008년   |                                                 |
| 妃乃あんじ      | 7월 15일  | 오사카부 오사카시           | 쇼인고교                                | 160       |                                                    | 안지, 에리칭           | 여역 | 2011년   |                                                 |
| 히노 안지       | 7월 15일  | 오사카부 오사카시           | 쇼인고교                                | 160       |                                                    | 안지, 에리칭           | 여역 | 2011년   |                                                 |
| 白華れみ        | 6월 20일  | 쿠마모토현 키쿠치군         | 쿠마모토 마리스트가쿠엔고교             | 163       |                                                    | 미키치, 레미           | 여역 | 2012년   |                                                 |
| 시라하나 레미   | 6월 20일  | 쿠마모토현 키쿠치군         | 쿠마모토 마리스트가쿠엔고교             | 163       |                                                    | 미키치, 레미           | 여역 | 2012년   |                                                 |
| 天宮菜生        | 9월 26일  | 사이타마현 토코로자와시     | 사야마가오카고교                        | 167.5     |                                                    | 사요카                 | 남역 | 2011년   | 후에 여역 전환 일본무용ㆍ반도 나나오            |
| 아마미야 나오   | 9월 26일  | 사이타마현 토코로자와시     | 사야마가오카고교                        | 167.5     |                                                    | 사요카                 | 남역 | 2011년   | 후에 여역 전환 일본무용ㆍ반도 나나오            |
| 花夏ゆりん      | 10월 23일 | 오사카부 스이타시           | 부립야마다고교                          | 159       |                                                    | 유린, 카요린           | 여역 | 2011년   |                                                 |
| 하나카 유린     | 10월 23일 | 오사카부 스이타시           | 부립야마다고교                          | 159       |                                                    | 유린, 카요린           | 여역 | 2011년   |                                                 |
| 浦輝ひろと      | 8월 27일  | 카나가와현 요코스카시       | 간토가쿠인로쿠우라고교                  | 172       |                                                    | 미즈봉                 | 남역 | 2012년   |                                                 |
| 우라키 히로토   | 8월 27일  | 카나가와현 요코스카시       | 간토가쿠인로쿠우라고교                  | 172       |                                                    | 미즈봉                 | 남역 | 2012년   |                                                 |
| 羽鷺つばさ      | 9월 18일  | 교토부 교토시               | 교토시립후카쿠사중학                    | 170       |                                                    | 못티                   | 남역 | 2006년   |                                                 |
| 하사기 츠바사   | 9월 18일  | 교토부 교토시               | 교토시립후카쿠사중학                    | 170       |                                                    | 못티                   | 남역 | 2006년   |                                                 |
| 白峰さゆり      | 5월 11일  | 히로시마현 오노미치시       | 에이스우가쿠칸고교                      | 161       |                                                    | 사유리                 | 여역 | 2007년   |                                                 |
| 시라미네 사유리 | 5월 11일  | 히로시마현 오노미치시       | 에이스우가쿠칸고교                      | 161       |                                                    | 사유리                 | 여역 | 2007년   |                                                 |
| 萌野りりあ      | 2월 24일  | 와카야마현 와카야마시       | 와카야마신아이여자단기대학부속중학      | 162       | 언니 예명에서 한글자 따옴                          | 라비, 라비스케         | 여역 | 2009년   | 언니 모에카 유리아 (87)                         |
| 모에노 리리아   | 2월 24일  | 와카야마현 와카야마시       | 와카야마신아이여자단기대학부속중학      | 162       | 언니 예명에서 한글자 따옴                          | 라비, 라비스케         | 여역 | 2009년   | 언니 모에카 유리아 (87)                         |
| 蓮城まこと      | 11월 25일 | 오이타현 오이타시           | 현립예술문화단기대학부속 미도리오카고교 | 170       |                                                    | 킹, 피로코             | 남역 | 2016년   |                                                 |
| 렌죠 마코토     | 11월 25일 | 오이타현 오이타시           | 현립예술문화단기대학부속 미도리오카고교 | 170       |                                                    | 킹, 피로코             | 남역 | 2016년   |                                                 |
| 嶺乃一真        | 11월 20일 | 교토부 교토시               | 교토분쿄여자고교                        | 168.5     |                                                    | 요우                   | 남역 | 2009년   |                                                 |
| 미네노 카즈마   | 11월 20일 | 교토부 교토시               | 교토분쿄여자고교                        | 168.5     |                                                    | 요우                   | 남역 | 2009년   |                                                 |
| 遥奈瞳          | 4월 28일  | 카나가와현 카와사키시       | 카리타스여자고교                        | 159       |                                                    | 레이나, 히토밍         | 여역 | 2008년   |                                                 |
| 하루나 히토미   | 4월 28일  | 카나가와현 카와사키시       | 카리타스여자고교                        | 159       |                                                    | 레이나, 히토밍         | 여역 | 2008년   |                                                 |
| 沢希理寿        | 11월 10일 | 도쿄도 다이토구             | 쥬몬지고교                              | 167       |                                                    | 욧시, 리즈             | 남역 | 2012년   |                                                 |
| 사와키 리즈     | 11월 10일 | 도쿄도 다이토구             | 쥬몬지고교                              | 167       |                                                    | 욧시, 리즈             | 남역 | 2012년   |                                                 |
| 愛花ちさき      | 5월 15일  | 도쿄도 네리마구             | 사립호시미가쿠엔중학                    | 163       | 수많은 사랑의 꽃을 피울 수 있게 되기를 바라며 지음 | 타우, 타우란           | 여역 | 2014년   | 아빠 배우 나츠 유스케 엄마 배우 이토 메구미     |
| 아이하나 치사키 | 5월 15일  | 도쿄도 네리마구             | 사립호시미가쿠엔중학                    | 163       | 수많은 사랑의 꽃을 피울 수 있게 되기를 바라며 지음 | 타우, 타우란           | 여역 | 2014년   | 아빠 배우 나츠 유스케 엄마 배우 이토 메구미     |
| 五十鈴ひかり    | 1월 5일   | 도쿄도 신주쿠구             | 카와무라가쿠엔고교                      | 169       |                                                    | 히카리, 사토           | 남역 | 2009년   |                                                 |
| 이스즈 히카리   | 1월 5일   | 도쿄도 신주쿠구             | 카와무라가쿠엔고교                      | 169       |                                                    | 히카리, 사토           | 남역 | 2009년   |                                                 |
| 香音有希        | 8월 3일   | 도쿄도 세타가야구           | 토키와마츠가쿠엔                        | 174       |                                                    | 유카코                 | 남역 | 2014년   |                                                 |
| 카온 유우키     | 8월 3일   | 도쿄도 세타가야구           | 토키와마츠가쿠엔                        | 174       |                                                    | 유카코                 | 남역 | 2014년   |                                                 |
| 大月さゆ        | 7월 3일   | 이시카와현 노미군           | 호쿠리쿠가쿠인고교                      | 161       | 남매의 이름을 섞음                                 | 낫짱, 나츠키           | 여역 | 2010년   |                                                 |
| 오오츠키 사유   | 7월 3일   | 이시카와현 노미군           | 호쿠리쿠가쿠인고교                      | 161       | 남매의 이름을 섞음                                 | 낫짱, 나츠키           | 여역 | 2010년   |                                                 |
| 涼瀬みうと      | 2월 18일  | 미야기현 센다이시           | 센다이시라유리가쿠엔중학                | 170.5     |                                                    | 사나, 미우토           | 남역 | 2011년   |                                                 |
| 스즈세 미우토   | 2월 18일  | 미야기현 센다이시           | 센다이시라유리가쿠엔중학                | 170.5     |                                                    | 사나, 미우토           | 남역 | 2011년   |                                                 |
| 桜寿ひらり      | 10월 5일  | 미야자키현 미야자키시       | 휴가가쿠인                              | 169       |                                                    | 히라리, 안도           | 남역 | 2009년   |                                                 |
| 오우쥬 히라리   | 10월 5일  | 미야자키현 미야자키시       | 휴가가쿠인                              | 169       |                                                    | 히라리, 안도           | 남역 | 2009년   |                                                 |
| 姫咲ひなの      | 7월 17일  | 아이치현 나고야시           | 스기야마죠카구엔고교                    | 160       |                                                    | 히나노, 히메           | 여역 | 2007년   |                                                 |
| 키사키 히나노   | 7월 17일  | 아이치현 나고야시           | 스기야마죠카구엔고교                    | 160       |                                                    | 히나노, 히메           | 여역 | 2007년   |                                                 |
| 七海ひろき      | 1월 16일  | 이바라키현 히가시이바라키군 | 현립미토제2고교                         | 172       |                                                    | 카이, 카이짱           | 남역 | 2019년   |                                                 |
| 나나미 히로키   | 1월 16일  | 이바라키현 히가시이바라키군 | 현립미토제2고교                         | 172       |                                                    | 카이, 카이짱           | 남역 | 2019년   |                                                 |
| 亜門真地        | 5월 11일  | 이시카와현 카나자와시       | 호쿠리쿠가쿠엔고교                      | 172       |                                                    | 치이, 마치             | 남역 | 2006년   |                                                 |
| 아몬 마치       | 5월 11일  | 이시카와현 카나자와시       | 호쿠리쿠가쿠엔고교                      | 172       |                                                    | 치이, 마치             | 남역 | 2006년   |                                                 |
| 美翔かずき      | 6월 26일  | 효고현 고베시               | 고베 카이죠여자고교                     | 170.5     |                                                    | 에리카, 미쇼ー         | 남역 | 2014년   | 일본무용ㆍ야마무라오우센스이                    |
| 미쇼 카즈키     | 6월 26일  | 효고현 고베시               | 고베 카이죠여자고교                     | 170.5     |                                                    | 에리카, 미쇼ー         | 남역 | 2014년   | 일본무용ㆍ야마무라오우센스이                    |
| 羽桜しずく      | 12월 22일 | 홋카이도 삿포로시           | 홋카이도 삿포로 이나니시고교            | 163       |                                                    | 아리사, 아사리, 시즈쿠 | 여역 | 2009년   |                                                 |
| 하자쿠라 시즈쿠 | 12월 22일 | 홋카이도 삿포로시           | 홋카이도 삿포로 이나니시고교            | 163       |                                                    | 아리사, 아사리, 시즈쿠 | 여역 | 2009년   |                                                 |
| 舞椰莉々        | 2월 2일   | 도쿄도 메구로구             | 토키와마츠가쿠엔                        | 163       |                                                    | 마나오, 마나티, 마나   | 여역 | 2008년   | 엄마 미치나리 유타카 (52) 언니 에레 마리나 (81) |
| 마이야 리리     | 2월 2일   | 도쿄도 메구로구             | 토키와마츠가쿠엔                        | 163       |                                                    | 마나오, 마나티, 마나   | 여역 | 2008년   | 엄마 미치나리 유타카 (52) 언니 에레 마리나 (81) |
| 柚乃玲花        | 6월 19일  | 미야자키현 미야자키시       | 미야자키대학교육문화학부부속 중학       | 163       |                                                    | 사리                   | 여역 | 2006년   |                                                 |
| 유즈노 레이카   | 6월 19일  | 미야자키현 미야자키시       | 미야자키대학교육문화학부부속 중학       | 163       |                                                    | 사리                   | 여역 | 2006년   |                                                 |
| 愛紗もも        | 1월 28일  | 토야마현 토야마시           | 현립토야마여자 고교                     | 159       |                                                    | 모모칭, 아비           | 여역 | 2005년   | 배우 우치다 모모카                              |
| 아이사 모모     | 1월 28일  | 토야마현 토야마시           | 현립토야마여자 고교                     | 159       |                                                    | 모모칭, 아비           | 여역 | 2005년   | 배우 우치다 모모카                              |
| 茉莉邑薫        | 2월 20일  | 카나가와현 카와사키시       | 오오니시가쿠엔고교                      | 169       |                                                    | 쿤                     | 남역 | 2008년   |                                                 |
| 마리무라 카오루 | 2월 20일  | 카나가와현 카와사키시       | 오오니시가쿠엔고교                      | 169       |                                                    | 쿤                     | 남역 | 2008년   |                                                 |
| 湖々マリア      | 6월 11일  | 오키나와현 나하시           | 쿄난중학                                | 160       |                                                    | 안냐, 코코             | 여역 | 2009년   |                                                 |
| 코코 마리아     | 6월 11일  | 오키나와현 나하시           | 쿄난중학                                | 160       |                                                    | 안냐, 코코             | 여역 | 2009년   |                                                 |
| 初輝よしや      | 8월 30일  | 후쿠오카현 후쿠오카시       | 현립슈우칸고교                          | 168       | 존경하는 사람으로부터 한 글자 받음.                | 요시야                 | 남역 | 2008년   | 오빠 배우 이노우에 요시오                       |
| 하츠키 요시야   | 8월 30일  | 후쿠오카현 후쿠오카시       | 현립슈우칸고교                          | 168       | 존경하는 사람으로부터 한 글자 받음.                | 요시야                 | 남역 | 2008년   | 오빠 배우 이노우에 요시오                       |
| 雅桜歌          | 5월 3일   | 도쿄도 하치오우지시         | 키치죠여자고교                          | 173       |                                                    | 카스가, 오우카         | 남역 | 2011년   |                                                 |
| 미야비 오우카   | 5월 3일   | 도쿄도 하치오우지시         | 키치죠여자고교                          | 173       |                                                    | 카스가, 오우카         | 남역 | 2011년   |                                                 |